# Heinrich Götz

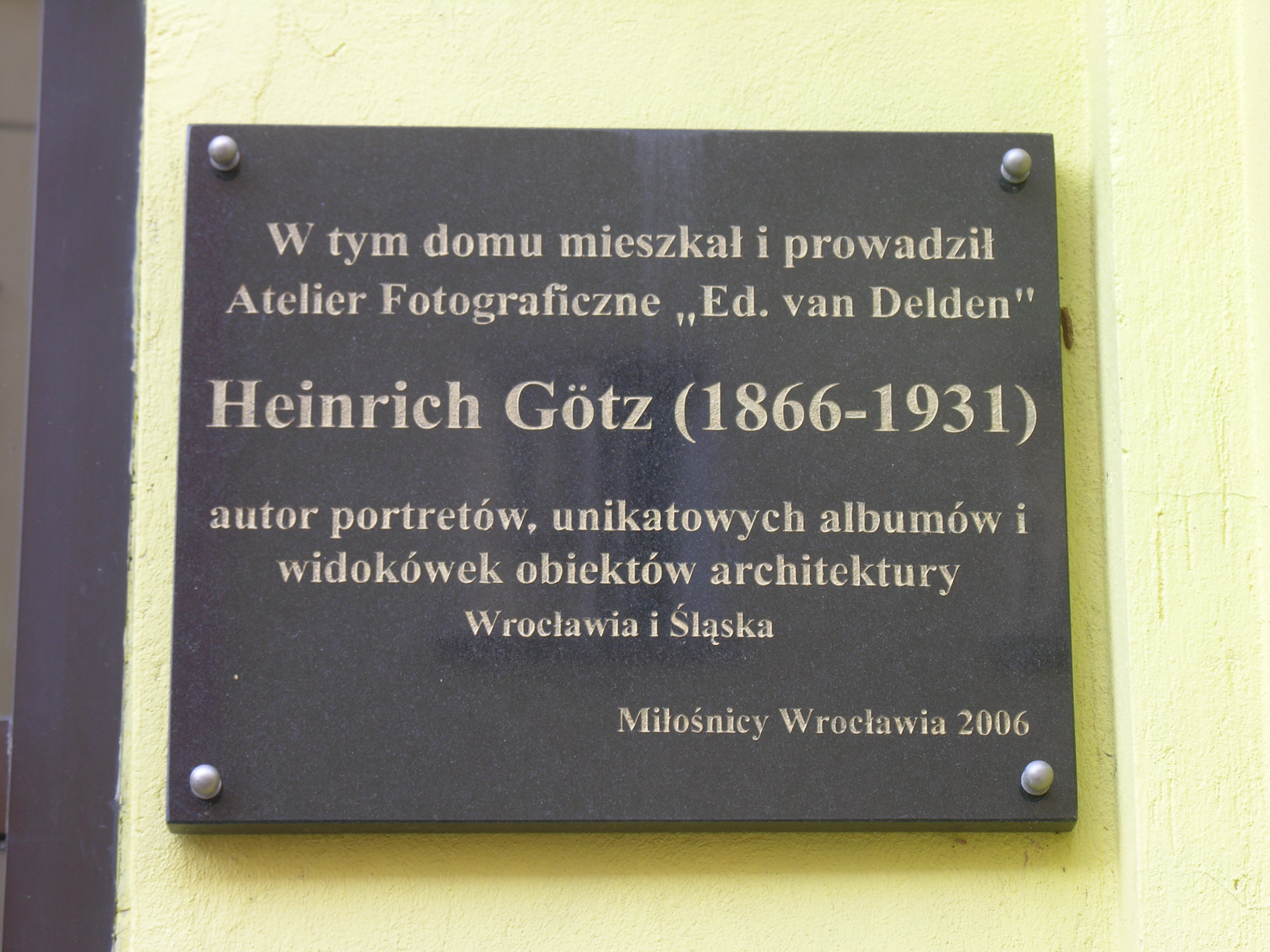
Tablica pamiątkowa we Wrocławiu

Heinrich Götz (ur. w 1866, zm. 12 lutego 1931 we Wrocławiu) – niemiecki fotograf związany z Wrocławiem. 
W latach 90. XIX wieku pobierał nauki w Würzburgu u wybitnego fotografa niemieckiego Carla Dauthendeya. Od 1902 r. mieszkaniec Wrocławia i pracownik firmy Eduarda van Deldena przy Gartenstraße (obecnie ul. Józefa Piłsudskiego). W 1904 został właścicielem pracowni po odejściu z zawodu van Deldena. Jego prace zdobywały wyróżnienia na wielu wystawach. Około roku 1910 wynajął parter i III piętro domu przy dzisiejszej ul. Tadeusza Kościuszki 2. Na parterze urządził pracownię, a wyżej zamieszkał z rodziną.
Zdobyte nagrody:
- 1904 r. – zdobył srebrny medal na wystawie we Wrocławiu
- 1905 r. – w Darmstadt zdobył odznaczenie księcia Hesji
- 1907 r. – srebrny medal na wystawie w Bremie
- 1908 r. – otrzymuje dyplom Wiedeńskiego Towarzystwa Fotograficznego
- 1909 r. – w Weimarze otrzymuje państwowy medal
- 1910 r. – na Wystawie Światowej w Brukseli zdobywa srebrny medal
- 1911 r. – zostaje odznaczony dyplomem za działalność zawodową.

Po I wojnie światowej poświęca się pracom nad technologią fotografii kolorowej. Specjalizacją pracowni Götza była fotografia o tematyce architektonicznej. Heinrich był także znakomitym fotografem portrecistą. Uwiecznił Maksa Berga, twórcę Hali Stulecia, Georga Cohna – radnego miejskiego, architekta Richarda Plüddemanna i Georga Bendera, nadburmistrza Wrocławia te portrety powstały w atelier i miały charakter reprezentacyjny. Oprócz zdjęć wykonywanych na zlecenie magistratu m.in. dokumentacji prac remontowo konserwatorskich prowadzonych przez Steina w Ratuszu, był autorem fotografii przeznaczonych do publikacji dotyczących architektury ówczesnego Wrocławia np. Schlesische Kirchen albumu przygotowanego przez Hadelta w 1926 r. Publikował także w czasopiśmie Schlesien zamieszczał tam portrety, naznaczone osobistymi emocjami. Były to zdjęcia rodzinne, niejednokrotnie z małymi dziećmi.
Jego zdjęcia wykorzystywano jako ilustracje do opracowań o bardzo różnorodnej tematyce. Współpracował m.in. z Richardem Konwiarzem i Ludwigiem Burgemeistrem. Poza praktyką fotograficzną zajmował się również pracami organizacyjnymi w środowisku fotografów. W latach 1903–1920 przewodniczył Śląskiemu Towarzystwu Zawodowych Fotografów. Był autorem teoretycznych artykułów dotyczących fotografii. Był zafascynowany postacią znakomitego fotografa związanego z Wrocławiem Hermanna Krone.
W 1993 r. Biblioteka Uniwersytecka wraz z Muzeum Miejskim Wrocławia urządziły wystawę Nieznany portret miasta. – ekspozycja, obejmowała ponad 100 fotografii, około połowę z nich stanowiły zdjęcia firmy van Deldena. Na otwarciu był syn i wnuk Götza.